# Caecum bakeri
Caecum bakeri är en snäckart som först beskrevs av Bartsch 1920.  Caecum bakeri ingår i släktet Caecum och familjen Caecidae. Inga underarter finns listade i Catalogue of Life.